# Ільбесгайм
Ільбесгайм (нім. Ilbesheim) — громада в Німеччині, розташована в землі Рейнланд-Пфальц. Входить до складу району Доннерсберг. Складова частина об'єднання громад Кірхгаймболанден.
Площа — 6,13 км2. Населення становить 605 ос. (станом на 31 грудня 2020).

## Галерея

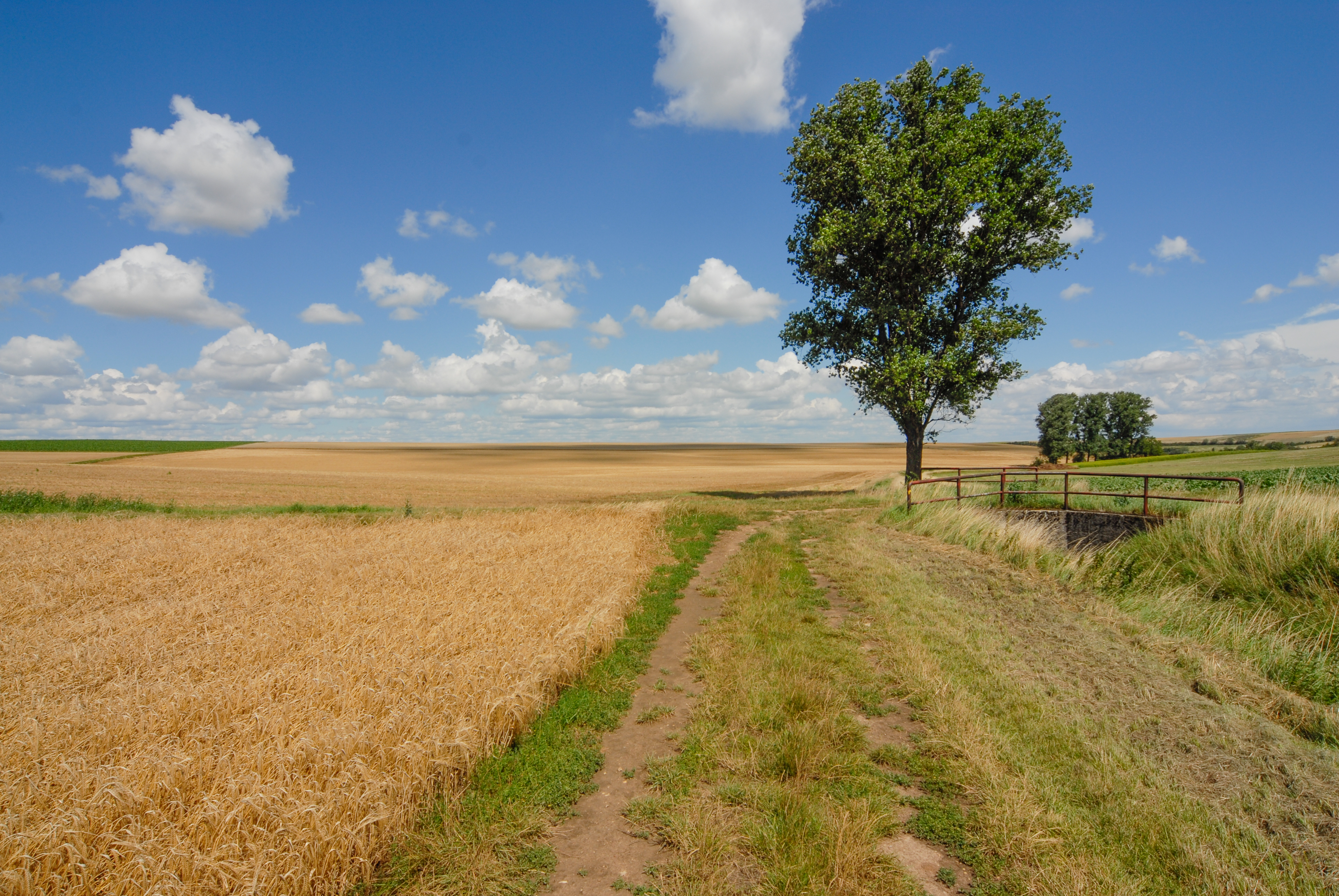